# 1206 dans les croisades
Cette page regroupe les évènements concernant les Croisades qui sont survenus en 1206 :
- 31 janvier : Les Latins de Constantinople sont battus par les Bulgares à Rhusion[1].
- 20 août : Henri de Hainaut devient empereur latin de Constantinople[1].
- Mort d'Isabelle de Jérusalem, reine de Jérusalem. Sa fille Marie de Montferrat lui succède, sous la régence de son oncle Jean d'Ibelin[2].